# Delta Hurricane
Delta Hurricane — второй студийный альбом американского блюзового музыканта Ларри Маккрея, изданный в 1993 году лейблом Point Blank Records. Маккрей поддержал альбом туром по Северной Америке.

## История
Записанный в Мемфисе альбом был спродюсирован Майком Верноном. В отличие от дебютного альбома Маккрея, Delta Hurricane был записан как альбом группы, а не демо, в котором принимали участие другие музыканты. На гитарный стиль Маккрея в основном повлияли его отец и старшая сестра.
«Soul Shine» — кавер-версия песни американского рок- и блюзового гитариста Уоррена Хейнса. «Blue River» — инструментал. Во многих песнях участвовала духовая секция. Тони Замагни играл на клавишных. Брат Маккрея Стив играл на барабанах.

## Отзывы
| Оценки критиков                   | Оценки критиков |
| Источник                          | Оценка          |
| --------------------------------- | --------------- |
| AllMusic                          | [ 1 ]           |
| Chicago Tribune                   | [ 15 ]          |
| The Encyclopedia of Popular Music | [ 6 ]           |

Delta Hurricane получил положительные отзывы музыкальных критиков.
Stereo Review написало, что «Маккрей, прежде всего, превосходный блюз-гитарист, сочетающий лиризм Эрика Клэптона с мощью Сона Силса». The Chicago Tribune отметила, что «Маккрей — блюзмен 90-х, не боящийся примешивать в свою музыку рок, соул и даже иногда хэви-метал». The State заключила, что «гитарные соло МакКрэя просто потрясающие, наполненные тем самым электрическим огнём, о котором мечтал Мадди Уотерс во время своей первой поездки в Чикаго».
The Toronto Star определила, что «великолепное сочетание нежности и жёсткости в Ларри Маккрэе подчёркивает Delta Hurricane». Austin American-Statesman признала Delta Hurricane восьмым лучшим блюзовым альбомом 1993 года, написав, что «Маккрэй убедительно доказывает своё право на включение в верхний эшелон современных блюзовых исполнителей». Boston Herald назвала его «лучшим современным блюзовым релизом года — и, возможно, прошлого года тоже».
Обозреватель сайта AllMusic Рон Уинн написал, что «Второй диск блюзового гитариста и вокалиста Ларри МакКрея начинается уныло с заглавного трека — мелодии, не имеющей ни интересного текста, ни хорошей аранжировки. Но после того, как этот трек исчезает, оставшиеся 10 композиций становятся почти такими же мощными, как и материал на его признанном критиками дебютном альбоме. У Маккрея такой жёсткий, практичный голос, который невозможно ни подделать, ни приобрести. Его гитарная работа столь же аутентична; здесь нет броских фраз или вычурных риффов, только нагромождение струн, резкие высказывания и энергичная поддержка его вокала. Не так уж много лучших альбомов современного блюза выпускают крупные лейблы; Маккрей — это настоящий мастер».

## Список композиций
| №   | Название                      | Длительность |
| --- | ----------------------------- | ------------ |
| 1.  | «Delta Hurricane»             |              |
| 2.  | «Adding Up»                   |              |
| 3.  | «Last Four Nickels»           |              |
| 4.  | «Soul Shine»                  |              |
| 5.  | «Not That Much»               |              |
| 6.  | «Last Hand of the Night»      |              |
| 7.  | «Witchin' Moon»               |              |
| 8.  | «Blue River»                  |              |
| 9.  | «Hole in My Heart»            |              |
| 10. | «Three Straight Days of Rain» |              |
| 11. | «Blues in the City»           |              |